# Borlänge HK
Borlänge HK (HK = Handbollklubben, deutsch: Handballklub) ist ein schwedischer Handballverein aus Borlänge.
Der 1947 gegründete Verein trägt seine Heimspiele in der Maserhallen, Vallenhallen bzw. Gyllehallen aus.
Die erste Damen-Mannschaft gewann in den Jahren 1970, 1973 und 1978 die schwedische Meisterschaft, die erste Herren-Mannschaft spielte 1984/1985 in der damaligen höchsten Spielklasse, der Allsvenskan. In der Spielzeit 2009/10 spielt die Damen-Mannschaft in der Division 3 und die Herren-Mannschaft in der Division 4.